# 瓦西亚陨石坑
瓦西亚陨石坑（Vasya）是位于月球正面雨海西部的一座微型撞击坑，为前苏联搭载了月球车1号的太空探测器-月球17号的登月点，其名称取自俄语名“瓦西里”的昵称，以纪念月球车遥控项目组成员-瓦西里·伊万诺维奇·丘布金，2012年6月14日被国际天文学联合会正式接受。由于该陨坑尺寸较小，根据国际天文学联合会命名规则，该名称并不特指具体之人。

## 描述

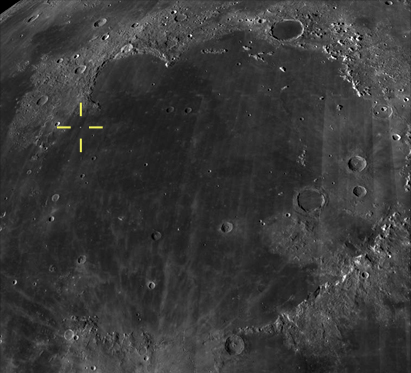
瓦西亚陨石坑在雨海中的位置

该陨坑位于月球车1号行进路线南端终点，沿途的其它一些小陨坑如尼古亚陨石坑、斯拉瓦陨石坑、伊戈尔陨石坑、科什焦陨石坑、维佳陨石坑、吉纳陨石坑、鲍里亚陨石坑、瓦雷拉陨石坑、柯里亚陨石坑、列昂尼德陨石坑及艾伯特陨石坑都各自被予以了赋名。
该陨坑中心月面坐标为38°18′N 35°00′W / 38.3°N 35°W，直径0.10公里，深约0.02公里。
瓦西亚陨石坑外观呈圆杯状，坑内布满众多更细小的撞击坑。